# Hideyuki Sakai
Sakai Hideyuki (坂井秀至?) (Sanda, Hyogo, Japón, 23 de abril de 1973) es un jugador de go profesional.

## Biografía
Antes de hacerse profesional, Sakai estudiaba medicina en la Universidad de Kioto. Durante mucho tiempo Sakai fue el jugador aficionado más fuerte de Japón. Tras ganar el Campeonato del Mundo de Go Amateur en 2000, la Kansai Ki-In le premió haciéndole jugador profesional con el nivel de 5 dan (tras ganar a dos 5 dan y dos 7 dan). También ha sido el primer jugador japonés en ganar el diploma especial de nivel 8 dan aficionado. En 2003 ganó el torneo más importante de la Kansai Ki-In, el Campeonato Kansai Ki-In. En 2004 fue subcampeón del título Shinjin-O, perdiendo contra Mizokami Tomochika por dos partidas a uno (perdiendo ambas por medio punto). Actualmente compite en varias ligas de la Nihon Ki-In y la Kansai Ki-in.
En 2010, Sakai ganó la eliminatoria para enfrentarse por la 35ª edición del torneo Gosei contra Cho U. Finalmente ganó la quinta y última partida del torneo siendo este su primer gran título.

## Campeonatos y subcampeonatos
| Título                  | Años ganado |
| ----------------------- | ----------- |
| Actuales                | 2           |
| Gosei                   | 2010        |
| Campeonato Kansai Ki-In | 2003        |

| Título                  | Años perdido |
| ----------------------- | ------------ |
| Actuales                | 3            |
| Campeonato Kansai Ki-In | 2004, 2007   |
| Shinjin-O               | 2004         |

- Datos: Q2599075